# 石井完治
石井 完治（いしい かんじ、1955年1月5日 - ）は、日本のギタリスト。岡山県出身。
ブラックミュージックをルーツとしたファンキーなカッティングや、フラメンコギターをベースとするラテン音楽を基調としたリズミカルさと、繊細な感性とタッチから生まれるサウンドメイキングで、多くのアーティストのツアーサポート、レコーディングに参加している。また、TVCMなどでのギター演奏もしばしば行っている。
ソロでの演奏活動の他に、ももかん（丸山ももたろう・石井完治）、アコギGroove（静沢真紀・石井完治）、まことかんじ(高橋誠・石井完治)などのアコースティックギターデュオや、近藤ナツコ＊石井完治、SleepySheep（松谷冬太・石井完治）などのシンガーとのデュオ、それからNatsukoBAND、EverySoul、ファイヤーワイヤーなど数多くバンドでも活動を行い、年間180本以上のライブをこなしている。
ライブでの軽妙なトークにも定評があり、トークのファンも多い。
ギターの講師としてのキャリアも長く、西村智彦（SING LIKE TALKING）なども門戸を叩いている。

## ディスコグラフィー

### ソロアルバム
- コンチェルティーノ（2006年 HIYO Records）
- リピエーノ（2010年 TRY RECORDS）

### デュオ・バンドなど
- 東京ミカン（東京ミカン）（2002年 MIDI Creative）
- 熱の花（熱の花）（2005年 HIYO Records）
- ももかん（ももかん）（2005年 HIYO Records）
- ももかん2（ももかん）（2006年 HIYO Records）
- あいたくて（近藤ナツコ＊石井完治）（2007年 TUTAETAI Records）
- S.I.G.N（近藤ナツコ＊石井完治）（2010年 TRY RECORDS）
- グッドフェローズ（アコギGroove）（2010年 TRY RECORDS）
- 森のうた（Sleepy Sheep）（2010年 TRY RECORDS）
- アミーゴ（アコギGroove）（2015年 キングレコード）

### DVD
- 超絶　ソロ・アコースティック・ギター講座（2012年 アトス・インターナショナル）
- ファンク・ブルース・ギター&カッティング（2013年 アトス・インターナショナル）